# Mercat Municipal de Xirivella
El Mercat Municipal de Xirivella és un edifici que es troba al centre de Xirivella (Horta Sud), concretament al carrer de Sant Antoni, i que està declarat entre els Béns immobles de rellevància local.

## Descripció
És un edifici rectangular de rajola revestida amb pedra construït en dues altures, a sota les paradetes i a sobre la il·luminació. La coberta del primer cos és de quatre vessants en teula àrab i sobre aquest s'alça el segon cos amb coberta dedues vessants, també en teula àrab. Dels quatre accessos destaca el principal amb un arc carpanell rebaixat i porta de ferro. La planta superior està envoltada de finestres quadrades. Una sanefa decorativa envolta l'edifici.

## Història
Va ser construït amb estil senzill i racionalista per José Mª Gimeno Sandujas el 1958. Quan va estar acabat va substituir el mercat del carrer de Sant Antoni. Al voltant del 2005 es va reformar la coberta, restaurar i pintar tota la instal·lació. L'entorn urbanístic ha estat reformat a la dècada del 2010 amb un cost de més de 200.000 euros. En el mateix període es van dur a terme diverses iniciatives per a promocionar el mercat, com el sorteig de 50 carros de la compra el 2014, o una nit de tapes el 2018.